# 张光北
张光北（1959年6月11日—），出生于北京，籍贯四川，中国演员。1982年至1986年就读於中央戏剧学院表演系，所属单位北京电影制片厂。

## 作品

### 电影
- 《刺客新傳之殺人者唐斬》 飾 宋中
- 《芙蓉镇》 饰 黎满庚
- 《两宫皇太后》 饰 恭亲王奕訢
- 《天機：富春山居圖》 饰 浙江省公安厅厅长
- 《三体》 饰 常伟思将军

### 电视剧
- 《不说再见》 饰 王群(王局長)
- 《三国演义》 饰 吕布
- 《北洋水师》 饰 明治天皇
- 《东周列国春秋篇》 饰 楚庄王
- 《日出东方》饰 蒋介石
- 《文成公主》 饰 禄东赞
- 《天娇》 饰 方杰
- 《玉觀音》饰 边晓军
- 《汉光武大帝》饰 刘秀
- 《汗血宝马》饰套爺
- 《亮剑》 饰 楚云飞
- 《荀慧生》 饰 杨小楼
- 《雾柳镇》 饰 唐景
- 《经纬天地》 饰 楚陶朱
- 《历史转折中的邓小平》 饰 李光耀
- 《大风歌》 饰 韩信
- 《特警力量》 饰 許遠
- 《砲神》飾 杜清時
- 《心靈法醫》 飾 朗世明
- 《山河月明》 飾 擴廓帖木兒  (王保保)